# Arqueta de Hisham II
La arqueta de Hisham II se encuentra actualmente en la catedral de Gerona y es considerada como la primera pieza realizada en plata del periodo andalusí. Encontrada en el yacimiento de Medina Azahara, a las afueras de Córdoba, fue realizada en torno al año 976, siendo un presente que realizó el califa cordobés al-Hakam II para su heredero el futuro Hisham II.

## Historia
La arqueta fue elaborada como presente del califa al-Hakam II a su hijo Hisham como obsequio probablemente por su nombramiento como heredero al Califato de Córdoba. El califa convocó a los grandes del reino a una sesión solemne el 5 de febrero de 976 para que firmaran el acta de nombramiento de heredero al trono en favor de Hisham. Por lo tanto, la arqueta se habría tenido que realizar entre febrero y septiembre de ese año, debido a que el califa murió el 1 de octubre.
La arqueta se mantuvo en paradero desconocido hasta que reapareció en la catedral de Gerona a finales del siglo XIX. Se desconoce cómo llegó la arqueta hasta Cataluña, aunque algunas hipótesis plantean que algunos cristianos que saquearon Córdoba durante la Fitna de al-Ándalus (1031) pudieron traerla desde allí. Las primeras evidencias corresponden al autor Fidel Fita, quien en 1873 edita el inventario de 1410 de la catedral gerundense y presenta «dos relicarios del altar mayor; uno de ellos con inscripción cúfica, perteneciente al califa Alhakem II Almonstansir Bil-láh». En los años sucesivos, Enrique Girbal, primer director del Museo de Gerona y correspondiente de la Real Academia de la Historia, se encargó de publicar varios escritos sobre la arqueta para darla a conocer. Fue exhibida durante la Exposición histórico-europea de Madrid en 1892 y en la Exposición Internacional de Barcelona en 1929, que permitió que la pieza comenzara a citarse en la mayoría de obras relacionadas con el arte andalusí.

## Inscripciones en árabe
Sus dimensiones son de 27 centímetros de altura, correspondiendo 14 a la caja como tal y 13 a la tapa, una anchura de unos 39 centímetros y una profundidad de 23 centímetros. A continuación se muestra una traducción al castellano de las inscripciones que rodean las cuatro caras de la arqueta realizadas en escritura cúfica.

En el nombre de Dios. Bendición de Dios, prosperidad, felicidad y alegría perpetua
para el siervo de Dios al-Ḥakam, el príncipe de los creyentes
al-Mustanṣir bi-llāh. Lo mandó hacer para Abū-l-Walīd Hišām, el heredero designado.
Se llevó a cabo su decoración durante el mandato de Ŷawḏar.

Ŷawḏar era el encargado de los joyeros y los halconeros, un cargo de confianza entre el Califato. Además, dirigió el ejército y se encontraba junto al-Hakam II cuando se trasladó desde Medina Azahara a Córdoba debido a que se encontraba enfermo en 975. Fue sometido a un juicio en 979 por conspirar en variar ocasiones para sentar en el trono califal a un pretendiente distinto a Hisham II.
Asimismo, en el reverso del cierre de la arqueta también se puede observar una inscripción.

Obra de sus siervos Badr y Ẓarīf.

Existen inscripciones de los nombres Badr y Ẓarīf en las construcciones de Medina Azahara y en la ampliación de la Mezquita aljama de Córdoba, desconociendo de si se trata de las mismas personas que aparecen en la arqueta.